# Le Dieu des Petits Riens
Pour les articles homonymes, voir Les Petits Riens (homonymie).
Le Dieu des Petits Riens (anglais : The God of Small Things), publié en 1997, est un roman semi-autobiographique de l’auteure indienne Arundhati Roy contre le système de castes qui justifie la discrimination et la mondialisation.

## Roman
Arundhati Roy a mis cinq ans pour écrire son roman, qui a été distribué dans 21 pays.

## Intrigue
Le Dieu des Petits Riens raconte la vie de jumeaux, Estha et Rahel, dont l'enfance fut frappée par un évènement traumatisant qui les a séparés. Le livre décrit également la façon dont les petits riens de la vie grandissent, affectent le comportement des gens ainsi que le déroulement de leur vie.

## Prix et récompenses
Ce roman d'Arundhati Roy remporta le Prix Booker en 1997.